# Třebětice (Kroměříži járás)
Třebětice település Csehországban, Kroměříži járásban. Třebětice Ludslavice, Zahnašovice, Pravčice, Hulín és Holešov településekkel határos. Lakosainak száma 279 fő (2024. január 1.).

## Népesség
A település lakosságának változását az alábbi diagram mutatja:
| Lakosok száma | 356  | 401  | 455  | 354  | 314  | 271  | 279  | 280  | 277  | 279  |
|               | 1869 | 1890 | 1921 | 1950 | 1980 | 2001 | 2017 | 2019 | 2022 | 2024 |